# Oenopota
Oenopota är ett släkte av snäckor som beskrevs av Mörch 1852. Oenopota ingår familjen Mangeliidae, ribbgiftsnäckor, 

## Dottertaxa tillOenopota, i alfabetisk ordning[1][2]
- Oenopota alaskensis
- Oenopota albrechti
- Oenopota aleutica
- Oenopota alitakensis
- Oenopota althorpensis
- Oenopota althorpi
- Oenopota amiantus
- Oenopota angulosus
- Oenopota arctica
- Oenopota babylonius
- Oenopota beckii
- Oenopota bergensis
- Oenopota bicarinatus
- Oenopota blaneyi
- Oenopota cancellata
- Oenopota chiachiana
- Oenopota cinerea
- Oenopota concinnulus
- Oenopota crebricostata
- Oenopota decussatus
- Oenopota dictyophora
- Oenopota elegans
- Oenopota eriopis
- Oenopota exaratus
- Oenopota excurvata
- Oenopota exquisita
- Oenopota fidicula
- Oenopota fiora
- Oenopota galgana
- Oenopota gouldii
- Oenopota granitica
- Oenopota graphica
- Oenopota harpa
- Oenopota harpularius
- Oenopota healyi
- Oenopota hebes
- Oenopota impressa
- Oenopota incisulus
- Oenopota inequita
- Oenopota inflata
- Oenopota krausei
- Oenopota kyskana
- Oenopota laevigatus
- Oenopota levidensis
- Oenopota lotta
- Oenopota luetkeni
- Oenopota lutkeana
- Oenopota maurellei
- Oenopota metschigmensis
- Oenopota mitrata
- Oenopota mitrula
- Oenopota morchi
- Oenopota murdochiana
- Oenopota nazanensis
- Oenopota nodulosus
- Oenopota novajasemljensis
- Oenopota nunivakensis
- Oenopota obliqua
- Oenopota ovalis
- Oenopota pavlova
- Oenopota pingelii
- Oenopota pleurotomaria
- Oenopota popovius
- Oenopota pribilova
- Oenopota pusilla
- Oenopota pyramidalis
- Oenopota pyrimidalis
- Oenopota rassimus
- Oenopota regulus
- Oenopota reticulatus
- Oenopota roseus
- Oenopota rufa
- Oenopota rugulata
- Oenopota sarsii
- Oenopota scalaris
- Oenopota sculpturata
- Oenopota simplex
- Oenopota solida
- Oenopota subvitrea
- Oenopota tabulata
- Oenopota tenuilirata
- Oenopota tenuiliratus
- Oenopota tenuissima
- Oenopota trevelliana
- Oenopota turricula
- Oenopota violacea
- Oenopota violaceus
- Oenopota viridula
- Oenopota woodianus